# Sant'Andrea (Masaccio)
Il Sant'Andrea di Masaccio è un pannello del polittico di Pisa, datato 1426. L'opera, che occupava con tutta probabilità il registro superiore destro, misura 51x31 cm ed è una tempera su tavola a fondo oro. È conservato nel Getty Museum di Los Angeles.

## Storia
Destinato alla chiesa del Carmine per la cappella del notaio ser Giuliano di Colino degli Scarsi da San Giusto, il polittico di Pisa è l'opera meglio documentata di Masaccio, grazie a un committente particolarmente preciso, che annotò tutti i pagamenti e i solleciti fatti al pittore. 
Il 19 febbraio 1426 l'artista era a Pisa a siglare il contratto e, dopo vari solleciti e richieste a impegnarsi in esclusiva all'opera, il 26 dicembre Masaccio riceveva il saldo per l'opera. 
Entro il 1568 Giorgio Vasari lo vide e lo descrisse nella seconda edizione delle Vite. Nel corso del XVII o XVIII secolo venne rimosso dall'altare, sembrato e disperso.
Il pannello del Sant'Andrea riapparve in Austria nel XIX secolo e dopo essere stato riconosciuto passò attraverso varie collezioni private, finché non entro al Getty, acquistato su consiglio di Federico Zeri.

## Descrizione e stile
Sant'Andrea è raffigurato dalla vita in su, come l'altro pannello che si conosce di questo registro, il San Paolo del Museo nazionale di San Matteo di Pisa. 
Il santo è ritratto con in mano la croce e gli Atti degli Apostoli, avvolto in un ampio manto color verde, che è modellato da ampie campiture di colore lumeggiate sapientemente.
Il volto barbuto ricorda quello dei filosofi dell'antichità e si erge con sguardo fermo e rivolto lontano. Alcuni dettagli, con lo scorcio della croce e il poco slancio della figura del santo, fanno pensare alla volontà del pittore di ottimizzare queste figure per una visione dal basso, come faceva Donatello, amico di Masaccio i cui rapporti sono documentati proprio durante il soggiorno pisano di entrambi nel 1426, e come Masaccio creò con più evidenza nel pannello centrale superiore della Crocefissione, col Cristo dalla testa incassata nelle clavicole.
A differenza del San Paolo il trattamento delle carni e dei tessuti ha un approccio più vigoroso e scultoreo, con colori cangianti, pieghe spesse e nette che fanno apparire la veste vaporosa e pesante. Nell'altra opera il tratto è invece più delicatamente sfumato e pittorico. Le dita di Andrea sono solide e squadrate, come nel più piccolo pannello del Santo carmelitano imberbe.